# Ana Belén
Ana Belén, nom artístic de María del Pilar Cuesta Acosta (Madrid, 27 de maig de 1951), és una cantant i actriu espanyola.
A la seva llarga trajectòria artística compta amb més de quaranta pel·lícules, unes trenta obres de teatre i més de trenta-cinc discos. Ha estat nominada en dues ocasions al Grammy Llatí i ha aconseguit el Premi Grammy Llatí a l'excel·lència musical el 2015 i el Premi Goya d'Honor el 2017. Està casada amb el cantautor asturià Víctor Manuel, la seva parella artística en moltes ocasions.

## Biografia
Va néixer el 27 de maig de 1951 al barri de Lavapiés, al carrer de l'Ós. Va ser la més gran del matrimoni format per Pilar Acosta, que regentava una porteria i de Fermín Cuesta, cuiner de l'Hotel Palace.
El 1961 va debutar en un programa de Ràdio Espanya, Vale todo, presentat per Bobby Deglané i en què ja va donar mostres de saber estar sobre un escenari. musicals com a nova nena prodigi. D'aquell primer senzill, la cançó més promocionada va ser «Que difícil que és tener 18 años».
Després de signar un contracte amb la productora Època Films, amb tretze anys va protagonitzar la pel·lícula Zampo i yo, dirigida per Luis Lucía, i de la protagonista de la qual va prendre el nom artístic.
Després del fracàs de la pel·lícula, el reconegut director teatral Miguel Narros, que s'hi havia fixat durant el rodatge de la pel·lícula, la va animar a formar-se i emprendre una carrera com a actriu teatral. Als quinze anys va debutar al Teatro Español, el director del qual era Narros, amb l'obra Numància de Miguel de Cervantes. Fins al 1970 va formar part de la companyia del Teatro Español i va intervenir en obres com Las mujeres sabias, El rey Lear i Don Juan Tenorio, i amb companys de repartiment com Agustín González, María Luisa Ponte, Julieta Serrano i Berta Riaza, amb els quals va fer els seus primeres gires per Espanya.
A partir del 1970 va començar a desenvolupar una intensa carrera teatral, musical, cinematogràfica i televisiva, sent considerada una de les principals figures del moment. Va passar part de la seva infància a Cabezuela (Segòvia), on la seva àvia va ser mestra rural. Gràcies a aquest enllaç, Ana Belén compta amb un carrer dedicat a ella. A més va ser pregonera a les festes patronals del poble.
El 1972 va contreure matrimoni amb el cantant Víctor Manuel, amb qui va col·laborar en nombroses actuacions musicals.
Va començar la carrera com a cantant, publicant àlbums com Tierra el 1973, i Calle del Oso, amb cançons compostes per Víctor Manuel (el seu marit), algunes de les quals amb un clar contingut polític i social.
El 1974 es van afiliar al Partit Comunista d'Espanya sent unes de les cares més visibles d'aquest partit durant la Transició.
Tot i això, en una entrevista realitzada el 2019 per a Vanity Fair va manifestar públicament la seva ruptura amb aquest partit, admetent que ja no es considerava comunista.
Té dos fills, David San José, músic, i Marina San José, actriu.
El 1991 va gravar Como una novia amb cançons de Gloria Varona, Pancho Varona i Antonio García de Diego, sent aquest el primer àlbum que no va incloure cap cançó composta o adaptada per Víctor Manuel.
El 1997 publica un nou àlbum, Mírame, que inclou duets i temes en solitari i que es converteix en el disc més venut de la seva carrera en solitari. Durant el seu llançament, va realitzar una gira El gusto es nuestro per Espanya i Amèrica.
1998 és el centenari de Federico García Lorca i Ana Belén ho commemora publicant dos discos sota el títol de Lorquiana, en els quals es recullen poemes i cançons populars del poeta granadí. Amb aquest doble disc realitza diverses gires i estrena un espectacle de recitals en el teatre Romea de Múrcia. A l'any següent publica el disc Ana Belén i Miguel Rios cantan a Kurt Weill, disc homenatge que compta amb l'orquestra ciutat de Granada.
L'any 2001 Ana Belén publica un nou disc titulat Piezas de ciudad, amb cançons com la que dona títol al disc, de Joaquín Sabina i realitza una nova gira al costat de Víctor Manuel Dos en la carretera.
Ana Belén va debutar com a directora de cinema amb el suport del seu amic José Luis García Sánchez amb la pel·lícula Como ser mujer i no morir en el intento (1991), basada en una novel·la de Carmen Rico Godoy en la qual va comptar amb el protagonisme de Carmen Maura i Antonio Resines.

## Discografia
| - 1965 - Zampo y yo - Qué difícil es tener 18 años - 1973 - Al diablo con amor (BSO) - Tierra - 1975 - Calle del Oso - 1976 - La paloma del vuelo popular - 1977 - De paso - 1979 - Ana - Lo mejor de Ana Belén - 1980 - Con las manos llenas - 1982 - Ana el Río - 1983 - Victor y Ana en vivo - 1984 - Géminis - 1985 - BSO La corte de faraón - 1986 - Para la ternura siempre hay tiempo (amb Víctor Manuel) - Grandes éxitos - 1987 - BSO Divinas palabras | - 1988 - A la sombra de un león - 1989 - 26 grandes canciones y una nube blanca - Rosa de amor y fuego - 1991 - Como una novia - 1993 - Veneno para el corazón - 1994 - Mucho más que dos - 1996 - 20 exitos - El gusto es nuestro - 1997 - Mírame - 1998 - Lorquiana. Cançons populars de Federico García Lorca - Lorquiana. Poemes de Federico García Lorca - 1999 - Cantan a Kurt Weill (amb Miguel Ríos) - 2001 - Peces de ciudad - Dos en la carretera - 2003 - Viva L'Italia - 2006 - Una canción me trajo aquí - 2007 - Anatomía |

## Filmografia
- Zampo y yo, 1965
- Españolas en París, 1971
- Aunque la hormona se vista de seda, 1971
- Morbo, 1972
- Separación matrimonial, 1973
- Al diablo, con amor, 1973
- Tormento, 1974
- A flor de piel, 1974
- Vida conyugal sana, 1974
- El amor del capitán Brando, 1974
- Jo, papá, 1975
- La petición, 1976
- Emilia... parada y fonda, 1976
- La criatura, 1977
- L'obscura història de la cosina Montse, 1978
- Sonámbulos, 1978
- Jaque a la dama, 1979
- El Buscón, 1979
- Cuentos eróticos, 1980
- La colmena, 1982
- Demonios en el jardín, 1982
- La corte de Faraón, 1985
- Sé infiel y no mires con quién, 1985
- Adiós pequeña, 1986
- La casa de Bernarda Alba, 1987
- Divinas palabras, 1987
- Miss Caribe, 1988
- El vuelo de la paloma, 1989
- Cómo ser mujer y no morir en el intento, 1991
- Después del sueño, 1992
- Rosa rosae, 1993
- El marido perfecto, 1993
- Tirano Banderas, 1993
- La pasión turca, 1994
- Libertarias, 1996
- El amor perjudica seriamente la salud, 1996
- Cada día hay más besos, 1999
- Antigua vida mía, 2001
- Cosas que hacen que la vida valga la pena, 2004

## Televisió
| Sèrie/Programa      | Episodi                                  | Any  |
| ------------------- | ---------------------------------------- | ---- |
| Teatro de siempre   | La comedia nueva                         | 1970 |
| Teatro de siempre   | Hamlet en los suburbios                  | 1970 |
| Teatro de siempre   | Los caprichos de Mariana                 | 1970 |
| Pequeño estudio     | La trampa                                | 1970 |
| Hora once           | El extraño secreto de Shalken, el pintor | 1970 |
| Hora once           | Eleonora                                 | 1971 |
| Juegos para mayores | La finca                                 | 1971 |
| Estudio 1           | Retablo de las mocedades del Cid         | 1971 |
| Estudio 1           | Romeo y Julieta                          | 1972 |
| Fortunata y Jacinta | Protagonista                             | 1980 |
| Petra delicado      | Protagonista                             | 1999 |

## Teatre
| - Fedra (2007) - Diatriba de amor contra un hombre sentado (2004/2005) - Defensa de dama (2002) - La bella Helena (1995/1996) - La gallarda (1992) - El mercader de Venècia (1991/1992) - Hamlet (1989) - La casa de Bernarda Alba (1984) - La hija del aire (1982) - Tío Vania (1979) - Antígona (1975) | - Ravos (1972) - Sabor de miel (1971) - Los niños (1970) - Te espero ayer (1969) - Don Juan Tenorio (1969) - Medida por medida (1968) - Las mujeres sabias (1968) - El sí de las niñas (1967) - El rufián castrucho (1967) - El rei Lear (1966) - Numància (1965) |

## Premis
- 1971 Millor Actriu TV (Retablo de las mocedades del Cid). Fotogrames de Plata.
- 1972 Menció Especial (Morbo). Festival de Cinema de San Sebastián.
- 1979 Millor Cantant (Ana). Fotogrames de Plata.
- 1980 Millor Actriu TV (Fortunata y Jacinta). Fotogrames de Plata.
- 1980 Millor Actriu (Fortunata y Jacinta). TP d'Or.
- 1985 Millor Actriu (La Corte de Faraón). Bronce.
- 1986 Caballero de la Orden y las Letras Francesas.
- 1987 Nominació Millor Actriu de Cinema (La Casa de Bernarda Alba i Divinas palabras). Fotogrames de Plata.
- 1988 Nominació Millor Actriu (Miss Caribe). Premis Goya.
- 1989 Nominació Millor Actriu (El vuelo de la paloma). Premis Goya.
- 1991 Millor Director (Como ser mujer y no morir en el intento). Premis Ondas.
- 1991 Nominació Millor Direcció Novel (Cómo ser mujer y no morir en el intento). Premis Goya.
- 1994 Nominació Millor Actriu (La pasión turca). Premis Goya.
- 1994 Millor Actriu de Cinema (La pasión turca). Fotogrames de Plata.
- 1994 Millor Actriu de Cinema (la pasión turca). Rosa de Sant Jordi.
- 1995 Millor Cançó (Contamíname). Premis Ondas.
- 1995 Medalla d'Or de l'Academia de Cinema.
- 1995 Millor Actriu de Teatre (La bella Helena). Fotogrames de Plata.
- 1996 Premi Cadena Dial.
- 1997 Millor solista femenina. Premi Carlos Gardel.
- 1997 Millor Actriu (El amor perjudica seriamente la salud). Festival de Peñíscola.
- 1997 Far de Plata. Festival de Alfás del Pí.
- 1997 Millor Gira (El gusto es nuestro). Premis de la Música.
- 1998 Nominació Millor solista femenina espanyola (Lorquiana). Premis Amigo.
- 2000 Premi William Layton.
- 2001 Dona de l'any. Premis Elle.
- 2001 Nominació Millor solista femenina espanyola (Peces de ciudad). Premis Amigo.
- 2002 Nominació Millor solista femenina (Peces de Ciudad). Grammy Llatí.
- 2002 2a posició (Defensa de dama). Premi Mayte de Teatro.
- 2003 Homenatg Institut Cervantes de Toulouse.
- 2004 Millor Actriu (Cosas que hacen que la vida valga la pena). Festival de Montecarlo.
- 2004 Nominació Millor Actriu (Cosas que hacen que la vida valga la pena). Premis Goya.
- 2004 Nominació Millor Actriu de Cinema (Cosas que hacen que la vida valga la pena). Fotogrames de Plata.
- 2004 Nominació Millor Actriu (Cosas que hacen que la vida valga la pena). Unió d'Actors.
- 2004 Millor Actriu (Cosas que hacen que la vida valga la pena). Premis Turia